# Sveti Alban
Sveti Alban (Verulamium, ? - Holywell Hill, oko 305.), prvi britanski kršćanski mučenik i svetac. Jedan je od trojice mučenika zabilježenih u povijesti rimske Britanije. 
Alban se navodi u kalendaru Engleske crkve za dan 22. lipnja te se štuje u anglikanskim, katoličkim i pravoslavnim Crkvama. Sveti Alban spominje se u "Acta Martyrum" te u Životu sv. Germana iz Auxerrea godine 480. Konstantina iz Lyona. Pojavljuje se i u Gildasovom tekstu De Excidio et Conquestu Britanniae iz 6. stoljeća i u djelu Bede Časnog Historia ecclesiastica gentis Anglorum.
Godine 2006. je dio svećenika Engleske crkve predložio da Alban zamijeni svetog Jurja kao svetac zaštitnik Engleske.  Bilo je i prijedloga da postane svetac zaštitnik cijele Britanije.

## Vanjske poveznice
- Bede, Ecclesiastical History Book i.vii  Arhivirana inačica izvorne stranice od 5. srpnja 2004. (Wayback Machine): the story of Saint Alban
- The Story of Alban  Arhivirana inačica izvorne stranice od 27. travnja 2009. (Wayback Machine) on the Cathedral and Abbey Church of St Alban's website
- The Latin Text of Bede's chapter on Alban, with an English translation. at www.earlychurchtexts.com - also links to online dictionaries and background materials
- Catholic encyclopedia: St Alban